# グランド・セフト・オートIV・ザ・ロスト・アンド・ダムド
『グランド・セフト・オートIV・ザ・ロスト・アンド・ダムド』（グランド・セフト・オートフォー・ザ・ロスト・アンド・ダムト英:Grand Theft Auto IV: The Lost and Damned、以下GTAIV:TLADと表記する）は、アメリカのロックスター・ゲームス社（開発元はロックスター・ノース）から、Xbox 360用ダウンロードコンテンツ（DLC）として、Xbox Liveによる配信が行われているオープンワールド型クライムアクションゲームである。

本作は『グランド・セフト・オートIV（GTAIV）』のストーリー内で何度かサブキャラクターとして登場した、リバティーシティのバイカー集団「ザ・ロスト(The Lost)」の副総長であるジョニー・クレビッツを新たな主人公とするストーリーが展開される。以上のことから『GTAIV』の番外編に当たるが、同作とはまったく違う目線のストーリーが展開されており、より具体的には『GTAIV』のミッション「Hostile Negotiation」で起きたローマン誘拐事件の真相が描かれている。
このDLCが収録された、一つの独立したゲームソフトとして『グランド・セフト・オート：エピソード・フロム・リバティーシティ』（Grand Theft Auto: Episodes From Liberty City、以下GTA:EFLC）が発売された。これを購入すれば、ユーザーは『TLAD』をプレイするために『GTAIV』のディスクは必要なくなった。
また『GTA:EFLC』と『TLAD』と共に収録されている『グランド・セフト・オート・ザ・バラッド・オブ・ゲイ・トニー』（Grand Theft Auto: The Ballad of Gay Tony）もプレイできる。ただし『EFLC』の場合は『GTAIV』の本編はプレイできない。
リバティーシティを本編と別な視点からプレイできたり多数の追加車種、追加ラジオ・テレビ番組を利用できたりする。

## システム
本作の独自システムのうち、「ギャングバッジ」は隊列走行中に表示されるバッジの上を走行するとバイクやプレイヤーの状態が回復するという仕組みである。ただし、バッジめがけて走ればよいというわけではなく、隊列走行に際しては仲間との上下関係についても留意する必要がある。
また、本作の主人公であるジョニーは、「ザ・ロスト」のメンバーのうちジム、テリー、クレイの三人と仲がよいという設定であり、ビリヤードなどで対戦できるほか、3人のうち1人に連絡を入れると他の2人も同行するというシステムがある。『GTAIV』本編では一定のレベルまで好感度を上げないとフレンドの特殊能力が使えなかったのに対し、本作では最初からこの3人の特殊能力を使うことができる。
本作ではストーリーミッションとは別に、敵対ギャングを叩く「ギャングウォー」というサブミッションもあり、これをクリアすることで生き残ったメンバーの体力が上昇するといったRPG的な要素が含まれている。この「ギャングウォー」をクリアするとクラブハウスに新たな武器が置かれ、50回までクリアするとより強力な武器が入手できる。

## DLCについて
このダウンロードコンテンツは第1弾で、同年に第2弾グランド・セフト・オート・ザ・バラッド・オブ・ゲイ・トニーが配信されており、マイクロソフトはこの2つのダウンロードコンテンツに対し、合計でおよそ5000万ドル（約50億円）を支払っている。
価格は1600マイクロソフトポイント（約2400日本円）。
マイクロソフトはこのダウンロードコンテンツをXbox 360独占契約にするため、ロックスターゲームへ5千万ドルの契約金を支払っている。ただ噂としてマイクロソフトとの契約は6ヶ月期間であり、2010年3月30日にプレイステーション3へザ・ロスト・アンド・ダムドが配信された。以前この噂に対してマイクロソフトは公式に本DLCの独占を保証するコメントをしている。
北米およびその他複数地域アカウントのXbox Liveによる配信が行われている。日本語版のグランド・セフト・オートIVは日本独立版であるため、多言語版のDLCに対応しておらず、そのため日本アカウントのXbox Liveではザ・ロスト・アンド・ダムドの配信はされていなかったが、テイクツー・インタラクティブ日本上陸第1弾ソフトとして『グランド・セフト・オート: エピソード・フロム・リバティーシティ』（Xbox 360/PS3用。同作と『TBoGT』の2本をまとめてスタンドアロン版としたもの）を2010年6月10日に発売。
また2011年6月23日には、日本で『IV』本編と『EFLC』をディスク1枚にまとめた『グランド・セフト・オートIV コンプリートエディション』を発売した（PS3/Xbox 360対応。Xbox 360版はディスク2枚での発売）。

## マルチモード
マルチプレイモードでは、2人から16人までの対戦ができる。基本的な操作やシステムは通常版と同じだが、プレイヤーモデルが通常版とは異なる。これ以外にも武器や建物などが追加されている。なお、マルチプレイで稼いだ金は、セーブしなければ保存されない。

## ストーリー
オルダニーを根城とするバイカー集団「ザ・ロスト」のメンバーであるジョニー・クレビッツは、元々副総長であったが、リーダーのビリー・グレイが麻薬をめぐる抗争により捕まり、裁判の結果が出るまで刑務所に拘留されている間は一時期の総長として、ザ・ロストを率いていた。ジョニーは自分が総長でいる間は、ドラッグの取引で利益をあげるため、そして何よりザ・ロストのためにと思い、他のバイカー集団とは休戦し対立はなるべく起こさないようにしていた。
だが、その後ビリーが執行猶予ということで釈放され総長の地位に戻ってからは、前進のためには敵をせん滅するのみというビリー流の考えの元で、また対立を激化させてしまう。「デス・エンジェルズ(Angels of Death)」という敵のバイカー集団などを対処している間にも、リーダーシップと方向性の違いによるジョニーとビリーによる摩擦は激化していく。
その後、ビリーが再び警察に捕まったため、なし崩しにロストの総長となるが、それが「ジョニーがビリーを嵌める為に行った謀略」であるとのブライアンの主張によりロストは瓦解し始める。
一方、ブライアンは権力を手に入れるためにビリーをオルダニー州立刑務所へ収監されるよう仕向ける。その際、ブライアンはその罪を擦り付けるような事をした挙句、ジョニーをも一方的に裏切ったため、逆鱗に触れたジョニーの手によって殺害された上、自分の隠れ家もジョニーに取られてしまう
そのころ塀の中ではビリーがジョニーを罠に嵌める傍ら、取引のあったマフィア、レイ・ボッチーノの手引きで出所する予定だった。ところが、策略を見抜いたジョニーが仲間たちを引き連れて刑務所を襲い、そのさなかにビリーはジョニーに殺される。
そして、ジョニーはすべてを清算すべく自分達の棲家であったクラブハウスを燃やす。

## 登場人物

### 主要登場人物
ジョニー・クレビッツ（Jonathan "Johnny" Klebitz）
声 - Scott Hill
本名ジョナサン・クレビッツ。本作の主人公で、バイカー集団「ザ・ロスト・モーターサイクル・クラブ(The Lost Motorcycle Club)」の副総長。34歳。総長が釈放されるまでは組織の代理として務め、組織の中では穏健派として敵対ギャングであるデス・エンジェルズとの停戦に尽力していたが、好戦派である総長のビリーが釈放された後は再びギャング同士の抗争に巻き込まれていく事となる。
本作においてユダヤ人であるということや元彼女のアシュリーの借金の肩代わりとしてディミトリ・ラスカロフ絡みでローマンの誘拐に関わっていたことや、更にはマイケルという軍人の兄がいることが明かされる。
本作の5年後を描いた続編『GTAV』でもロスサントスで活動するバイカーギャング「ロストMC」の総長として登場しているものの、薬物中毒に陥りアシュリーに固執しているなどかなり落ちぶれており、かつての主人公としての面影はなく、仲間からはビリーを懐かしむ声も出ていた。最終的にはアシュリーと性行為をしていたトレバー・フィリップスに激怒し詰め寄るも、逆上したトレバーに殴り倒され、そのまま頭を踏みつけられて死亡するという無惨な最期を遂げた。
ビリー・グレイ（William "Billy" Grey）
声 - Lou Sumrall
本名ウィリアム・グレイ。バイカー集団『ザ・ロスト・モーターサイクル・クラブ(The Lost Motorcycle Club)』の総長（リバティシティー支部長）。37歳。薬物違反でリハビリ用の施設に入っていたが、保護観察処分ということで保釈され、ザ・ロストのリーダーに戻る。穏健派のジョニーが他のバイカー集団と結んでいた停戦協定を簡単に破棄し、抗争を起こす。『グランド・セフト・オート・ザ・バラッド・オブ・ゲイ・トニー』にも一度だけ登場し、トライアドと取引の会話をしており、ユダヤ人（ジョニー）を陥れようとする旨の発言をしている。
ジム・フィッツジェラルド（James "Jim the Fitz" Fitzgerald）
声 - Chris McKinney
本名ジェームズ・フィッツジェラルド。バイカー集団『ザ・ロスト・モーターサイクル・クラブ(The Lost Motorcycle Club)』の会計担当者で、ザ・ロストの中ではジョニーやビリーと共に古株の一人でもあり、ジョニーとは親友同士でもある。45歳。責任感や判断力があり、ジョニーからは「王子様のようなクソ野郎」と呼ばれている。
ジャッキーという女性と結婚しており、一児をもうけている。
レイのダイヤモンド取引の一件がきっかけとなり、レイ一味に監禁されて凄惨な拷問を受けた末、レイから依頼を受けたニコに殺されることになる。
ブライアン・ジェレミー（Brian "BJ" Jeremy）
声 - エイドリアン・マルティネス
『ザ・ロスト』の幹部の一人で、リーダーであるビリーのご機嫌取り役。39歳。ビリーとジョニーが言い争っている時に余計な口出しをしているが、ビリーと同じくジョニーの方針にも事あるごとに反対する。また、ずる賢い性格をしている。

### その他登場人物
レイ・ボッチーノ（Raymond "Ray" Boccino）
声 - Joe Barbara
ジョニーへの仕事の提供者の一人。普段は落ち着いた物腰で喋るが、マフィアらしく容赦しない性格で、激怒すると口調が荒くなる。ビリーにグレネードランチャーを売りに来たり、ダイヤモンドの取引に関する仕事を依頼をしてきたが、ダイヤモンド取引でジョニーが取引の金をくすねたことを知り、ジョニーの親友であるジムを誘拐して凄惨な拷問にかけたり、更にはジョニーに殺し屋を差し向けるも失敗する。その後、殺し屋として雇ったニコにジムを殺させるが、後に本編でペゴリーノの怒りを買ったために命を受けたニコに殺害される事になる。
トム・スタッブス三世（Thomas "Tom" Stubbs III）
声 - John Lantz
アメリカ合衆国議会下院議員で、ジョニーへの仕事の提供者として登場する。政治における自らの理念の実現のためならテロ行為まがいのことまで行う腐敗した政治家。マニフェストとしてリバティーシティに津波防護計画と雪崩警報システムの導入を掲げているが、どちらも全く必要性はないと報道機関に非難されている。また、ジョニーに逢う時は最終ミッション以外はなぜか全裸で登場する。
エリザベータ・トーレス（Elizabeta "Liz" Torres）
声 - Charleigh E. Parker
仕事の提供者として登場する女性。『ザ・ロスト』のメンバーとはヘロインに関する仕事で長い間親交があり、作中ではジョニーがゲーム中でヘロインの取引等の仕事の手伝いを請け負う
アシュリー・バトラー（Ashley Butler）
声 - Traci Godfrey
ジョニーの元彼女で、『GTAIV』本編でも登場している。薬物依存故にジョニーをトラブルに巻き込むことが絶えなかったため一度ジョニーから別れを切り出されている。ロシアン・マフィア「ファウスティン・ファミリー」の幹部ディミトリ・ラスカロフから多額の借金をしている。最終ミッション終了後はメールでのやりとりから薬物のリハビリ用施設に入ったことが分かる。
続編『GTAV』でも登場。再び薬物中毒に陥っており、ジョニーを殺害したトレバーに復讐を誓うも、ゲーム内で流れるニュースで「パーティー中に薬物の過剰摂取で死亡した」と報じられる(ジョニー殺害直後に車でアシュリーを轢き殺すことも可能)。
マルク（Malc）
声 - Walter Mudu
リバティーシティのアルゴンクインを根城とするバイカー集団『アップタウン・ライダーズ（Uptown Riders）』のメンバーの一人で、施設にいるビリーに代わり、ジョニーが関係を築いていた。大抵はデ・ショーンと二人でつるんでいるが、ミッションではジョニーとコンビを組んで仕事をすることも多い。
『GTAV』のオンラインではロスサントスに訪れ、クラブハウスを購入したプレイヤーにモーターサイクルクラブのノウハウを教えてくれる。
デ・ショーン（De Sean）
声 - クレイグ・グラント
『アップタウン・ライダーズ（Uptown Riders）』のメンバーの一人で、マルクと行動を共にすることが多い。おとなしく冷静だが、たまに無茶をしたり、言うべき時にはきちんと発言する。ジョニーとはエリザベータのミッションで一緒に仕事をする。
アンガス・マーチン（Angus Martin）
声 - ブライアン・タランティナ
『ザ・ロスト』の幹部の一人。バイク事故により下半身不随になってしまったために常に車椅子に乗っており、ロストのクラブハウスに居候している。物語後半からバイク調達の仕事を請け負うことができる。
ジェイソン・マイケルズ（Jason Michaels）
声 - ビル・バー
『ザ・ロスト』の幹部の一人で、ジョニーとも仲が良い。29歳。『GTAIV』本編のミッション"No Love Lost"で関係をいいように思わなかったミカイル・ファウスティンから依頼を受けたニコによって殺害された。
クレイ・シモンズ（Clayton "Clay" Simons）
声 - キース・ランドルフ・スミス
本名クレイトン・シモンズ。『ザ・ロスト』の幹部の一人。バイクが必要になった時に携帯に電話すれば指定のバイクを調達してきてくれるが、バックアップを要請するとテリーと共に増援にやってくる。
続編『GTAV』でもロストMCの幹部メンバーとして登場。ジョニーを始末したトレバーに住処を襲撃され、本拠地であるスタブシティへバイクで逃走を図るも、逃走中にテリーと共に殺害される。
テリー・ソープ（Terrence "Terry" Thorpe）
声 - Josh Burrow
本名テレンス・ソープ。『ザ・ロスト』の幹部の一人。31歳。武器が必要になった時に携帯に電話すれば武器を満載したバンでやってきて定価より安値で武器を売ってくれるが、バックアップを要請するとクレイと共に増援にやってくる。
続編『GTAV』でもロストMCの幹部メンバーとして登場。ジョニーを始末したトレバーに住処を襲撃され、本拠地であるスタブシティへバイクで逃走を図るも、逃走中にクレイと共に殺害される
ニコ・ベリック（Niko Bellic）
声 - マイケル・ホリック
『グランド・セフト・オートIV』の主人公で、今作ではジョニーのストーリーに脇役として登場している。
ローマン・ベリック（Roman Bellic）
声 - ジェイソン・ズムウォルト
ニコの従兄弟。ディミトリ・ラスカロフの指示によりジョニーとマルクに誘拐される羽目になる。
ルイス・フェルナンド・ロペス（Luis Fernando Lopez）
声 - Mario D'Leon
ドミニカ人ギャングの一人で、クラブオーナーであるゲイ・トニーのボディガードでもある。本作ではジョニーがゲイ・トニーからダイヤモンドを盗む"Diamonds in the Rough"および、博物館を舞台にダイヤモンド取引を描いた"Museum Piece"というミッションに登場する。
プレイボーイ・X（Tray "Playboy X" Stuweart）
声 - Postell Pringle
ヘロイン取引のミッションで登場する男性。ミッションの序盤はパーティで踊っており、後に取引現場に一緒に行くことになる。
ジミー・マシューズ＆エド・マコーニシュ（Jimmy Matthews & Ed McCornish）
声 - Matt McCarthy & Wass Stevens
リバティー市警の悪徳警察官。バイカーギャング『デス・エンジェルズ』に目を付けていたところに『ザ・ロスト』のジョニー達が現れ、以来は彼らを脅すようになるが、後にジムのミッションで嵌められ、仲間もろとも死亡する。